# کوین پاورز
کوین پاورز (انگلیسی: Kevin Powers؛ زادهٔ ۱۱ ژوئیهٔ ۱۹۸۰) یک رمان‌نویس اهل ایالات متحده آمریکا است.

## زندگی
کوین پاورز در ریچموند، ویرجینیا متولد و بزرگ شد. در ۱۷ سالگی وارد ارتش آمریکا شد و ۶ سال بعد در سال ۲۰۰۴ به عراق اعزام شد و به عنوان مسلسل‌چی به مدت یک سال در آنجا بود. بعد از بازگشت و اتمام خدمت در ارتش، در دانشگاه ویرجینیا کامنولث ثبت نام کرد و در سال ۲۰۰۸ در رشته انگلیسی مدرک کارشناسی گرفت. سپس به دانشگاه تگزاس در آستین رفت و در رشته هنرهای زیبا در مقطع کارشناسی ارشد فارغ‌التحصیل شد.

اولین رمانش به نام پرندگان زرد را در واقع بر اساس تجربیات و مشاهداتش در جنگ عراق نوشت. این کتاب پس از انتشار با استقبال روبرو شد. نیویورک‌تایمز از آن به‌عنوان یک شاهکار کلاسیک در ادبیات جنگی معاصر یاد کرد و آن را در فهرست ۱۰۰ رمان برتر سال ۲۰۱۲ قرار داد، هم‌چنین توانست جایزه کتاب اول گاردین و جایزهٔ پن‌همینگوی را از آن خود کند و یکی از نامزدهای جایزه کتاب ملی باشد.